# Royal Enfield Himalayan
La Royal Enfield Himalayan è una motocicletta di media cilindrata (411 cm³) prodotta dalla casa motociclistica indiana Royal Enfield dal 2016.
Presentata per la prima volta nel febbraio 2015 e lanciata sul mercato all'inizio del 2016, la moto è stata sviluppata in collaborazione con Pierre Terblanche.

## Descrizione

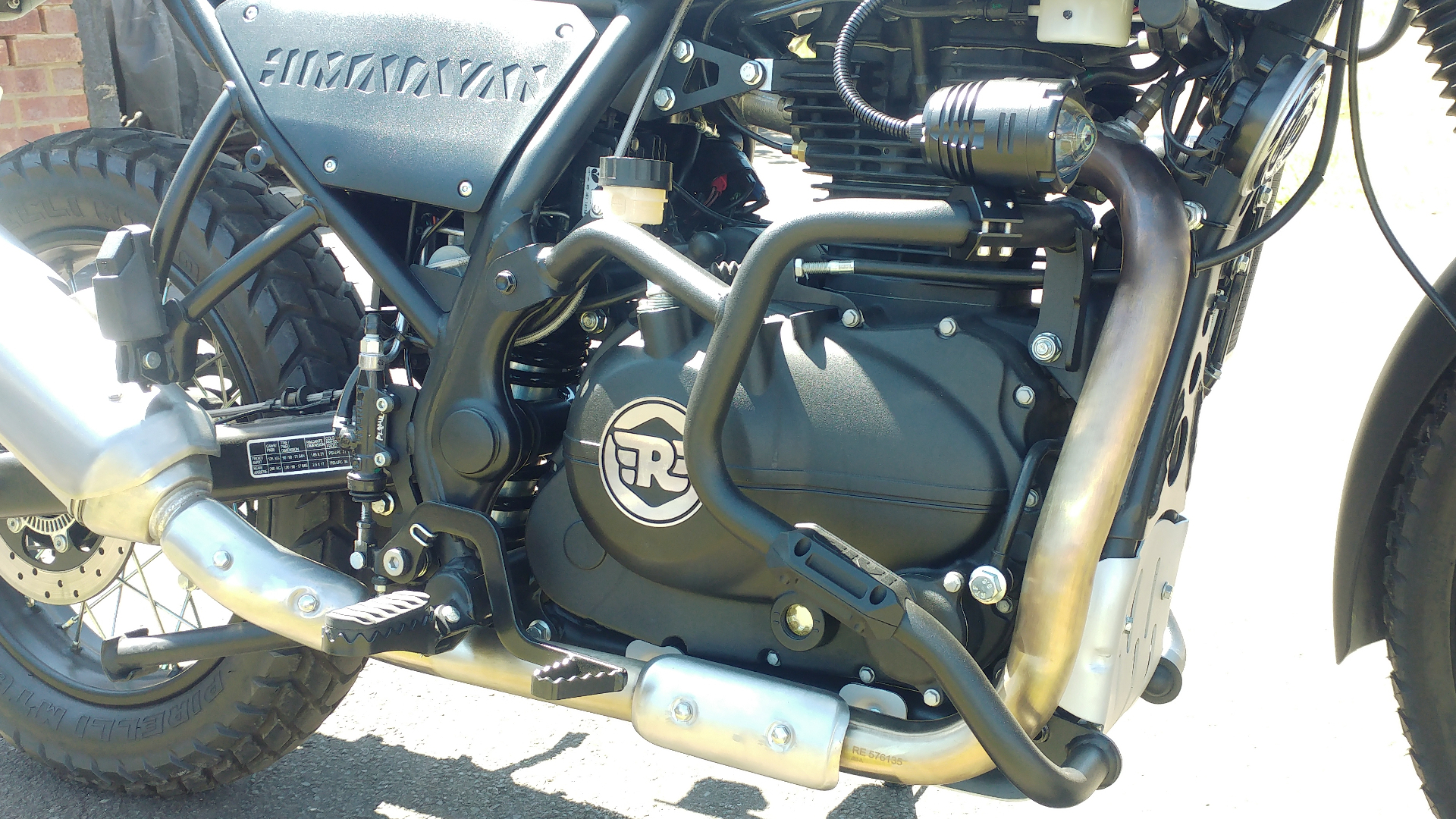
Motore

La moto monta un monocilindrico da 411 cm³ dotato di sistema di raffreddamento misto ad aria/olio con radiatore dell'olio che produce una potenza 24,5 CV a 6500 giri/min (18,02 KW) e una coppia massima di 32 Nm a 4000-4500 giri/min. La distribuzione è a singolo albero a camme in testa (SOHC) a 4 valvole. Il cambio è a 5 rapporti con innesti frontali.
Il singolo freno a disco flottante all'anteriore ha un diametro di 300 mm e vengono azionati da pinze a 2 pistoncini. Sul posteriore è presente un freno a disco con un diametro di 240 mm e una pinza a mono pistoncino. Gli pneumatici misurano 90/90 da 21 pollici all'anteriore e 120/90 da 17 pollici al posteriore.